# NGC 3350
NGC 3350 este o galaxie seyfert de tip 2⁠(d) situată în constelația Leul Mic. A fost descoperită în 10 aprilie 1831 de către John Herschel.